# ليزا أوريغلياسو
ليزا ماري أوريغلياسو (Lisa Marie origliasso)  مغنية وكاتبة أغاني وممثلة و مصممة أزياء أسترالية من مواليد 25 ديسمبر 1995.

## روابط خارجية
- ليزا أوريغلياسو على موقع IMDb (الإنجليزية)
- ليزا أوريغلياسو على موقع ميوزك برينز (الإنجليزية)
- ليزا أوريغلياسو على موقع قاعدة بيانات الأفلام السويدية (السويدية)
- ليزا أوريغلياسو على موقع ديسكوغز (الإنجليزية)
- ليزا أوريغلياسو على موقع قاعدة بيانات الفيلم (الإنجليزية)